# Jeanette Lunde
Jeanette Lunde (Oslo, 28 marzo 1972) è un'ex sciatrice alpina e velista norvegese.

## Biografia
Jeanette Lunde proviene da una famiglia di grandi tradizioni sportive: è figlia del velista Peder Jr. e della sciatrice alpina Aud Hvammen, nipote dei velisti Vibeke e Peder Eugen e della sciatrice alpina Margit Hvammen, bisnipote del velista Eugen e pronipote del velista Tor Arneberg e della cavallerizza Else Christophersen.

### Carriera sciistica
Attiva inizialmente nello sci alpino, la Lunde debuttò in campo internazionale in occasione dei Mondiali juniores di Geilo/Hemsedal 1991; esordì in Coppa del Mondo il 13 dicembre 1992 a Vail in supergigante (41ª) e ai Campionati mondiali a Morioka 1993, sua unica presenza iridata, dove si classificò 17ª nella discesa libera. Ottenne il miglior piazzamento in Coppa del Mondo il 29 gennaio 1994 a Garmisch-Partenkirchen in discesa libera (5ª) e ai successivi XVII Giochi olimpici invernali di Lillehammer 1994, suo esordio olimpico e unica partecipazione ai Giochi invernali, si piazzò 11ª nella discesa libera, 32ª nel supergigante e 15ª nella combinata. Il 6 gennaio 1995 conquistò l'ultima vittoria (nonché ultimo podio) in Coppa Europa, a Tignes in supergigante; prese per l'ultima volta il via in Coppa del Mondo il 3 dicembre dello stesso anno a Lake Louise in discesa libera, senza completare la prova,  e si ritirò durante la stagione 1996-1997: la sua ultima gara fu uno slalom speciale universitario disputato l'8 febbraio a Winter Park.

### Carriera velistica
Ai Giochi della XXVII Olimpiade di Sydney 2000, sua ultima presenza olimpica, si classificò 16ª nella classe 470, in coppia con Carolina Toll.

## Palmarès

### Sci alpino

#### Coppa del Mondo
- Miglior piazzamento in classifica generale: 67ª nel 1994

#### Coppa Europa
- 1 podio (dati dalla stagione 1994-1995):
  - 1 vittoria

##### Coppa Europa - vittorie
| Data           | Località | Paese   | Specialità |
| -------------- | -------- | ------- | ---------- |
| 6 gennaio 1995 | Tignes   | Francia | SG         |

Legenda:

SG = supergigante

#### Campionati norvegesi
- 9 medaglie (dati dalla stagione 1990-1991):
  - 1 oro (discesa libera nel 1995)
  - 4 argenti (combinata[senza fonte] nel 1991; discesa libera, supergigante[senza fonte] nel 1992; slalom gigante nel 1995)
  - 4 bronzi (discesa libera[senza fonte] nel 1991; slalom gigante[senza fonte] nel 1992; discesa libera[senza fonte] nel 1993; supergigante[senza fonte] nel 1994)